# Schenk von Castell

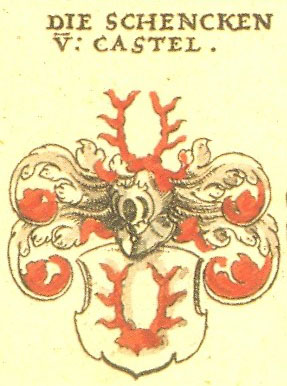
Stammwappen der Schenk von Castel

Die Schenk von Castell waren ein Schweizer Adelsgeschlecht, Ministeriale der Bischöfe von Konstanz und der Fürstäbte von St. Gallen und seit dem 17. Jahrhundert im schwäbischen Raum ansässig. Das seit 1665 freiherrliche, seit 1681 gräfliche Geschlecht starb 2004 aus. Die Namensschreibung „Castell“ wurde erst seit dem späten 17. Jh. verwendet (vorher „Castel“).
Die Familie war nicht verwandt mit den reichsunmittelbaren fränkischen Grafen zu Castell, die das Hofamt der Erbschenken der Fürstbischöfe von Würzburg innehatten und daher auch gelegentlich als Schenken von Castell bezeichnet wurden.

## Herkunft

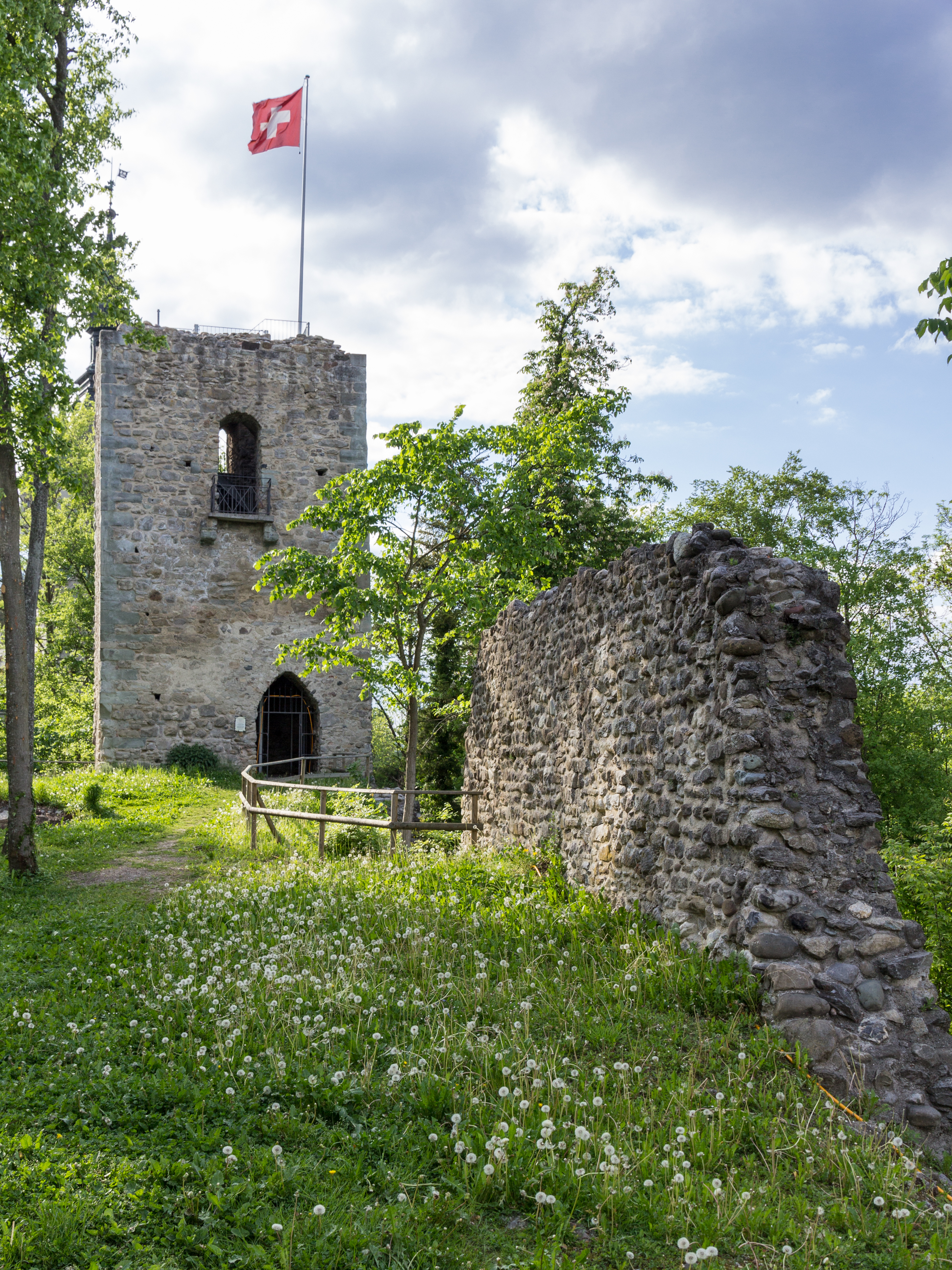
Ruine der Burg Kastel über dem Bodensee, Thurgau/Schweiz

Das Stammhaus der Schenk von Castel war die Burg Kastel im Hochstift Konstanz (heute in der Gemeinde Tägerwilen, Kanton Thurgau, Schweiz). In älterer Literatur (Friedrich Cast) wird Bischof Ulrich II. von Konstanz († 1140) der Familie zugeordnet. Albrecht von Castel sei ein Jugendgenosse und Vertrauter des Königs Rudolf von Habsburg (1218–1291) gewesen. Seine Söhne hätten an der Seite von Rudolfs Söhnen gekämpft. Diethelm von Castell amtierte als Abt im Kloster Petershausen (1292–1321) und Abt von Reichenau (1306–1343). Das Schenkenamt hätten sie bereits bei den schwäbischen Herzögen aus dem Hause der Staufer ausgeübt, nach deren Erlöschen bei den Bischöfen von Konstanz, danach bei den Fürstäbten von St. Gallen.
Um 1500 war Ulrich Schenk von Castel (um 1450–1520) einziger lebender Spross und Erbe der Familie. Er wurde zum Stammvater aller späteren Generationen. 1473 schloss er die Ehe mit Kunigunde Scherk von Landegg, der letzten Nachfahrin ihrer Familie. Aus ihrem Erbe stammte die Gerichtsherrschaft Oberbüren, wo sich nunmehr der eigentliche Sitz des Geschlechts befand. Im Schwabenkrieg 1499 führte Schenk als Hauptmann fürstäbtische und eidgenössische Truppen. Sie verbrannten Kastel, als schwäbische Gegner die Feste besetzten. Ulrich wirkte so mit, die „Stammburg“ seiner Ahnen zu zerstören. Für die Fürstabtei St. Gallen war er 1490–1500 Obervogt in Schwarzenbach, 1502–19 Landshofmeister (Premierminister). Sein Sohn, der Reformationsgegner Hans Ulrich († 1545) und der Enkel Hans Jakob († 1574) versahen dasselbe Amt; weitere Verwandte dienten der Fürstabtei als Obervögte und Richter.
Schon 1363 war die im 13. Jahrhundert vom Kloster St. Gallen errichtete Burg Mammertshofen bei Roggwil (Kanton Thurgau) an die Schenk von Castel gelangt. 1612 wurde Marx Joachim Schenk von Castel in Freiburg im Breisgau ansässig. 1645 verkaufte er Mammertshofen an Georg Joachim Studer von Winkelbach.
Im 17. Jh. erfolgte der Aufstieg der Schenk (nun „von Castell“) zur wohl erfolgreichsten katholischen Adelsfamilie aus der Schweiz. In geistlichen Territorien Süddeutschlands, in St. Gallen und im Bistum Basel übten sie hohe kirchliche und weltliche Ämter aus. Nahezu 100 Jahre lang regierten drei Schenk von Castell als  Fürstbischofe von Eichstätt: Marquard II. (Fürstbischof 1637–1685), Johann Eucharius (1685–1697) und Franz Ludwig (1725–1736). Ihre Residenz wurde zu einer der schönsten Barockstädte Deutschlands. Hohes Ansehen erlangten auch die Äbtissinnen Maria Gertrud Schenk von Castell in Urspring 1666–1707, Maria Cleophea Schenk von Castell in Säckingen 1672–1693 und Maria Eva Schenk von Castell in Schänis (Kanton St. Gallen, Schweiz) 1677–1701.
Marquard II. Schenk von Castel machte sich um den inneren und äußeren Wiederaufbau der Stadt und des Hochstiftes Eichstätt nach den Zerstörungen des Dreißigjährigen Krieges verdient. Ab 1669 war er zugleich kaiserlicher Prinzipalkommissar am Immerwährenden Reichstag in Regensburg. Kaiser Kaiser Leopold I. schätzte sein diplomatisches Geschick und bestätigte ihm am 19. Juni 1665 den Freiherrenstand. Am 1. März 1681 erhob er ihn und sein Geschlecht zu Reichsgrafen. Die Familie verlagerte nun ihren Schwerpunkt in den südwestdeutschen Raum.
Durch den Dreißigjährigen Krieg war die Lehnsherrschaft Dischingen, die damals den Herren von Westernach bzw. von Stotzingen gehörte, so stark verschuldet, dass 1661 Fürstbischof Marquard II. Schenk von Castel die Herrschaft Dischingen und Trugenhofen erwerben konnte und an seinen Vetter Johann Willibald Schenk von Castell übertrug. Dischingen mit Schloss Trugenhofen erwarben 1734 die Fürsten von Thurn und Taxis, denen der Besitz bis heute gehört. 1680 brachte der Fürstbischof erneut seine Verdienste für den Kaiser in Erinnerung, der ihm zum Dank die Grafschaft Schelklingen-Berg verpfändete. 1732 wurde sie der Familie als vorderösterreichisches Mannlehen überlassen.
In Oberdischingen und Schelklingen trat 1764 Graf Franz Ludwig Schenk von Castell (1736–1821) die Regierung an. Er besaß auch die Herrschaften Gutenstein und Waal. Aus Oberdischingen machte er eine reizvolle, spätbarocke Residenz. In weitem Umkreis sorgte er für Ordnung und Sicherheit und ging besonders gegen die vielen kriminellen Jauner vor. Als „Malefizschenk“ schon zu Lebzeiten legendär, baute und betrieb er 1788–1808 eine Strafanstalt. Dank damals moderner Methoden galt sie als vorbildlich. Auch St. Gallen und die andern Ostschweizer Kantone beteiligten sich daran. Schenks Wirken endete, als Württemberg 1806 Oberdischingen mediatisierte.

Graf Franz Ludwig und Maria Philippina Freiin von Hutten zu Stolzenberg († 1813) hatten drei Söhne, Franz Joseph Graf Schenk von Castell (1767–1845), Philipp Anton Graf Schenk von Castell (1768–1811), der zum Geistlichen bestimmt wurde, und Kasimir Graf Schenk von Castell (1781–1831). Von den vier Töchtern war Maria Ludovika Gräfin Schenk von Castell (1778–1850) seit 1798 mit Carl Anton Graf Fugger, Herr von Nordendorf (1776–1848) verheiratet. Die Grafen Philipp Anton und Kasimir blieben kinderlos. Graf Franz Joseph und Maximiliane von Waldburg-Zeil-Wurzach hatten einen Sohn, Ludwig Anton Graf Schenk von Castell (1802–1876). Dessen erste Ehe mit Maria Potocka (1816–1857) war kinderlos. Aus der zweiten Ehe vom 7. Juni 1859 mit Josephine von Poth († 1908) stammte Ludwig Anton Graf Schenk von Castell (1860–1902), der letzte männliche Nachkomme. Mit seiner einzigen Tochter Maria Blühdorn, geborener Gräfin Schenk von Castell (geb. 1901), starb 2004 die letzte Namensträgerin der Familie.

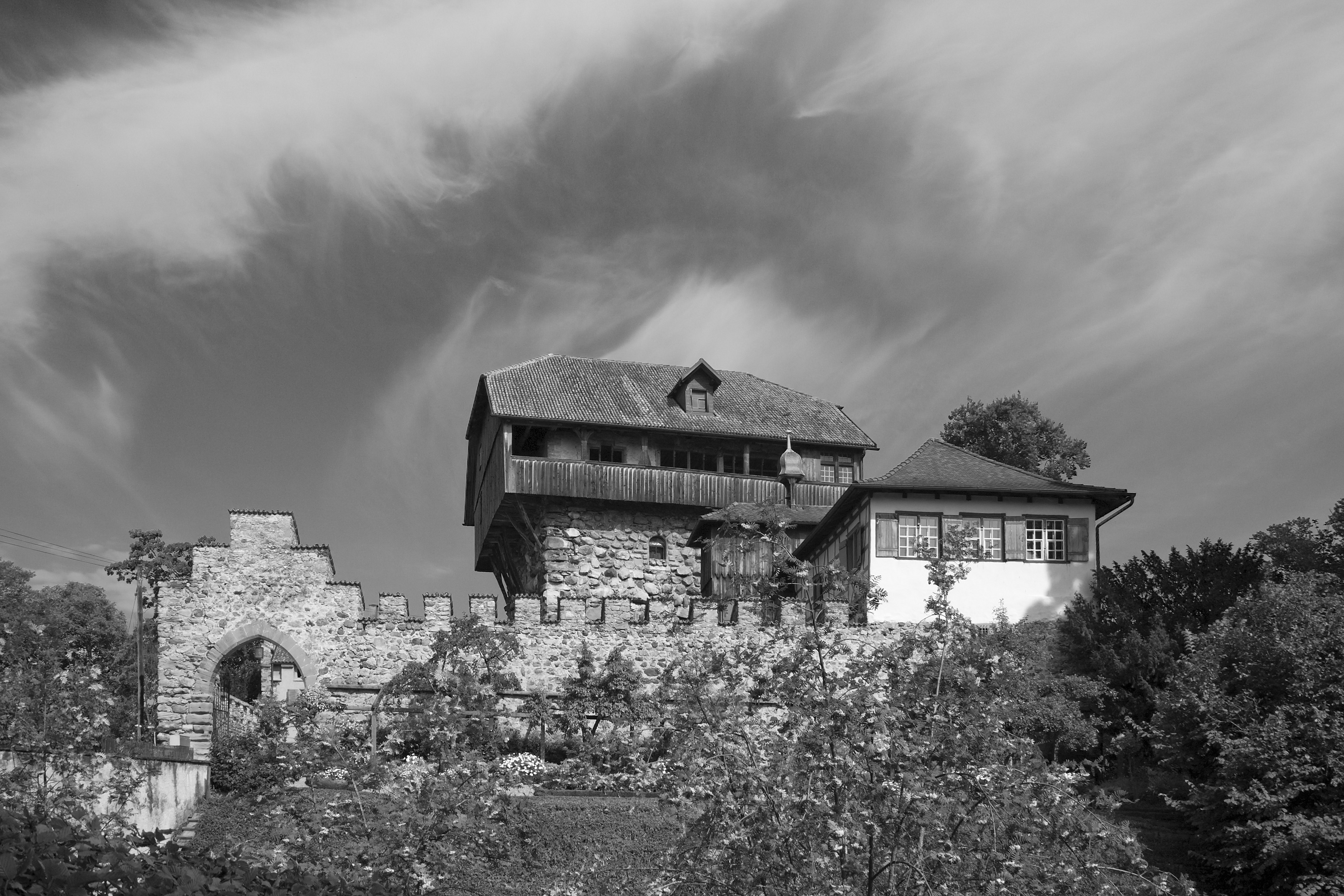
Burg Mammertshofen, Thurgau
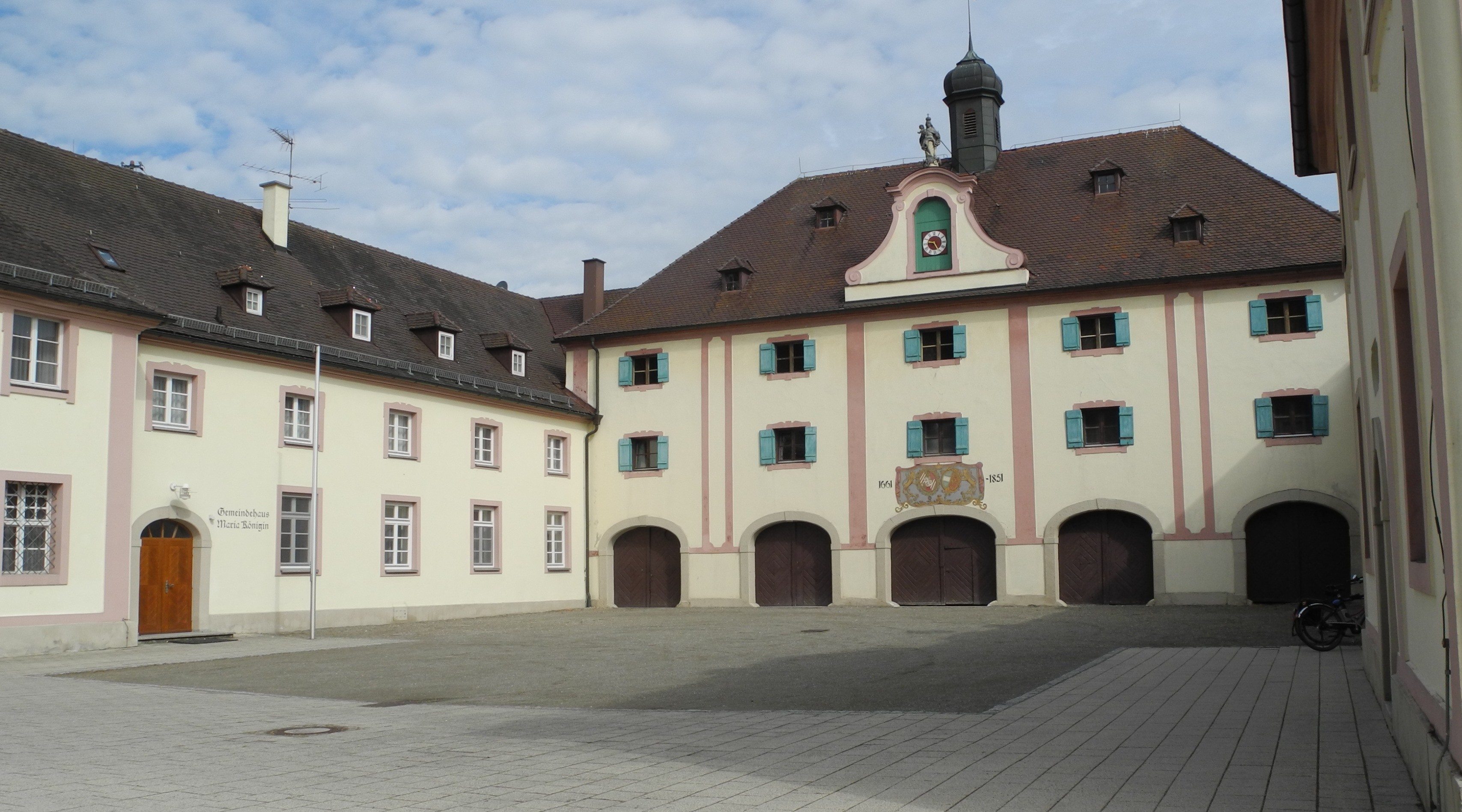
Kanzleigebäude in Oberdischingen bei Ulm
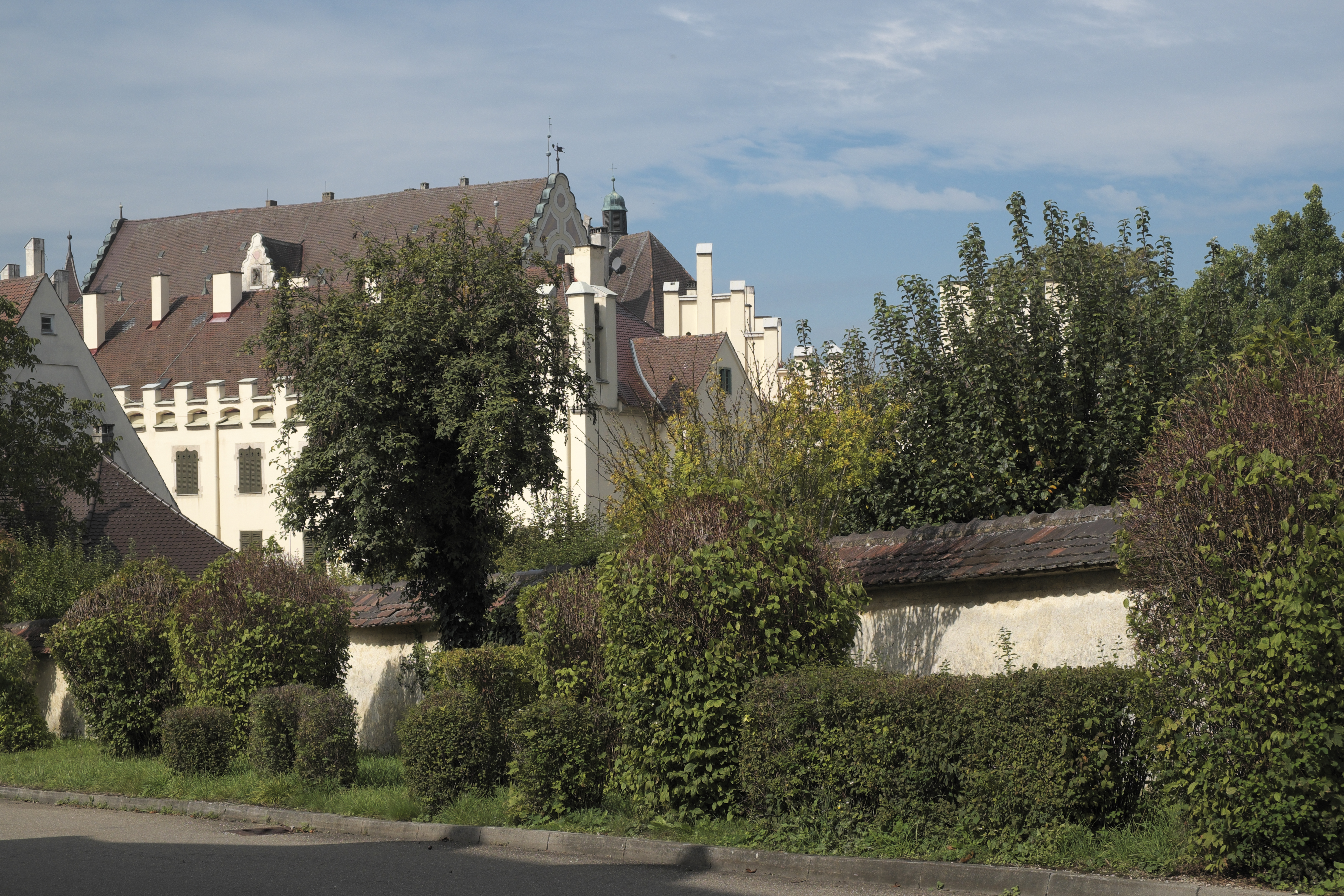
Schloss Trugenhofen (Schloss Taxis)
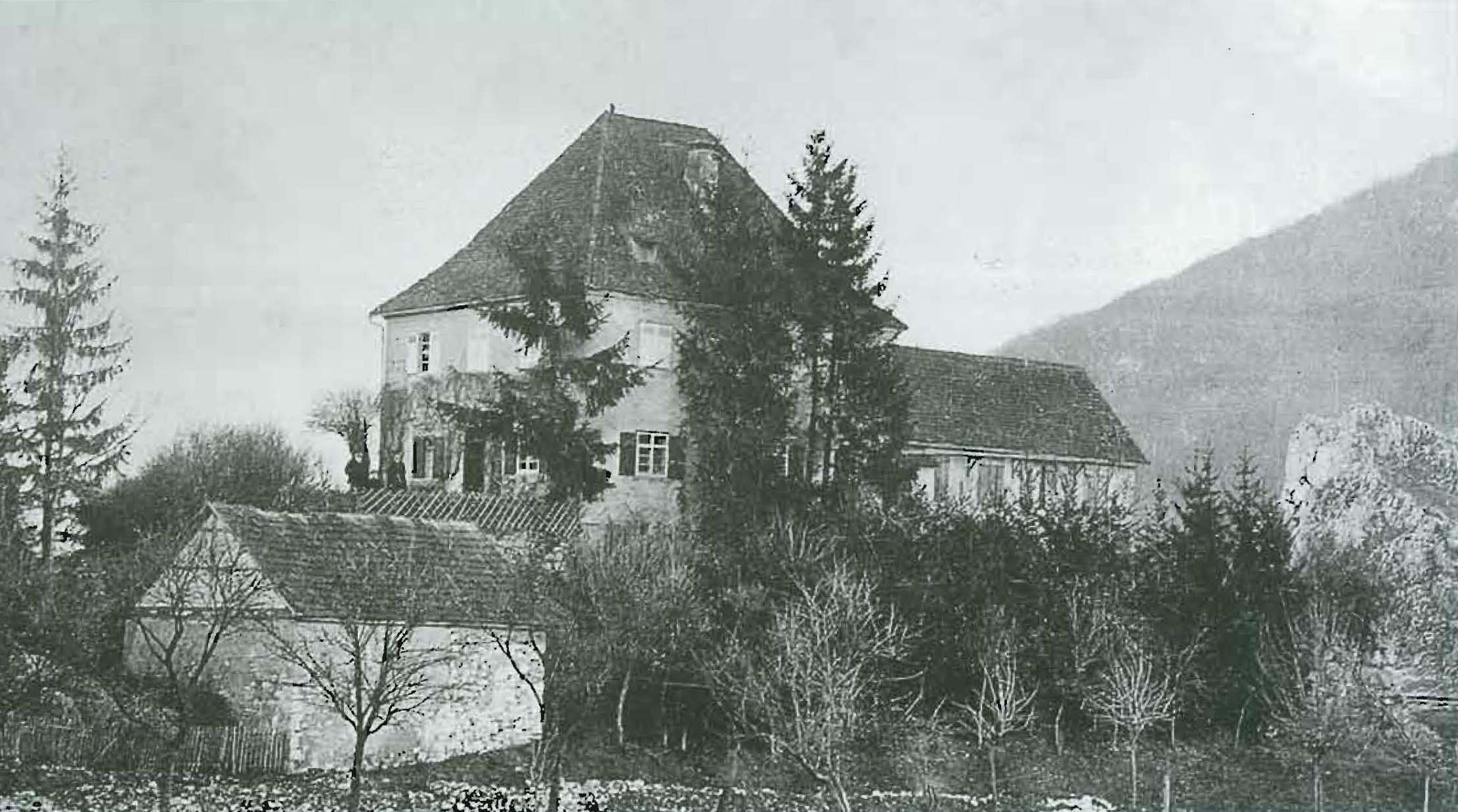
Schlößle auf dem Windsparren, Schelklingen

## Bekannte Familienmitglieder
- Diethelm von Castell († 1343), Abt der Benediktinerabteien Petershausen und Reichenau
- Adam Schenk von Castell verteidigte seine Disputatio physica 1622 bei Professor Wenk an der Universität Dillingen

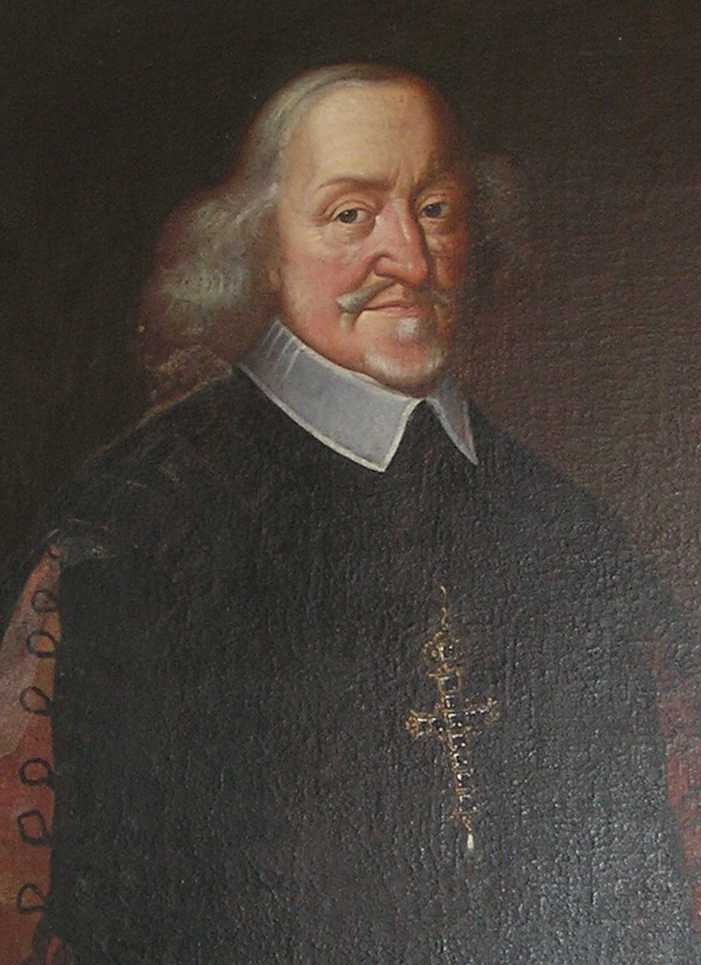
Johann Ulrich Schenk von Castell, († 1658), Domherr in Eichstätt und Bruder des Fürstbischofs Marquard II. Schenk von Castell
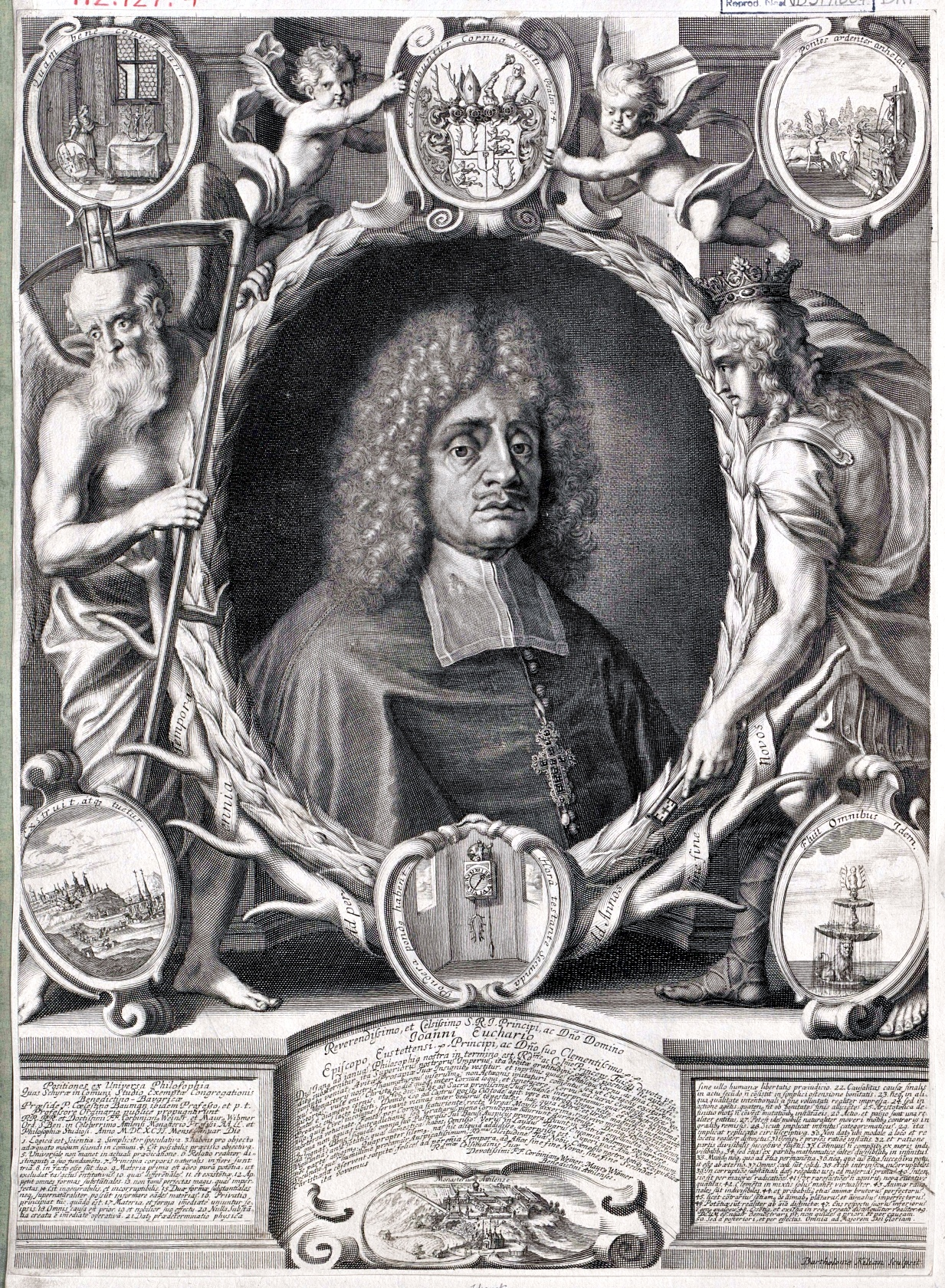
Johann Willibald Schenk von Castell (1619–1697), 1662 erhält er durch Heirat die Herrschaft (Unter-)Dischingen
- Maria Cleopha Schenk von Castell († 1693), von 1672 bis 1693 Fürstäbtissin im Damenstift Säckingen
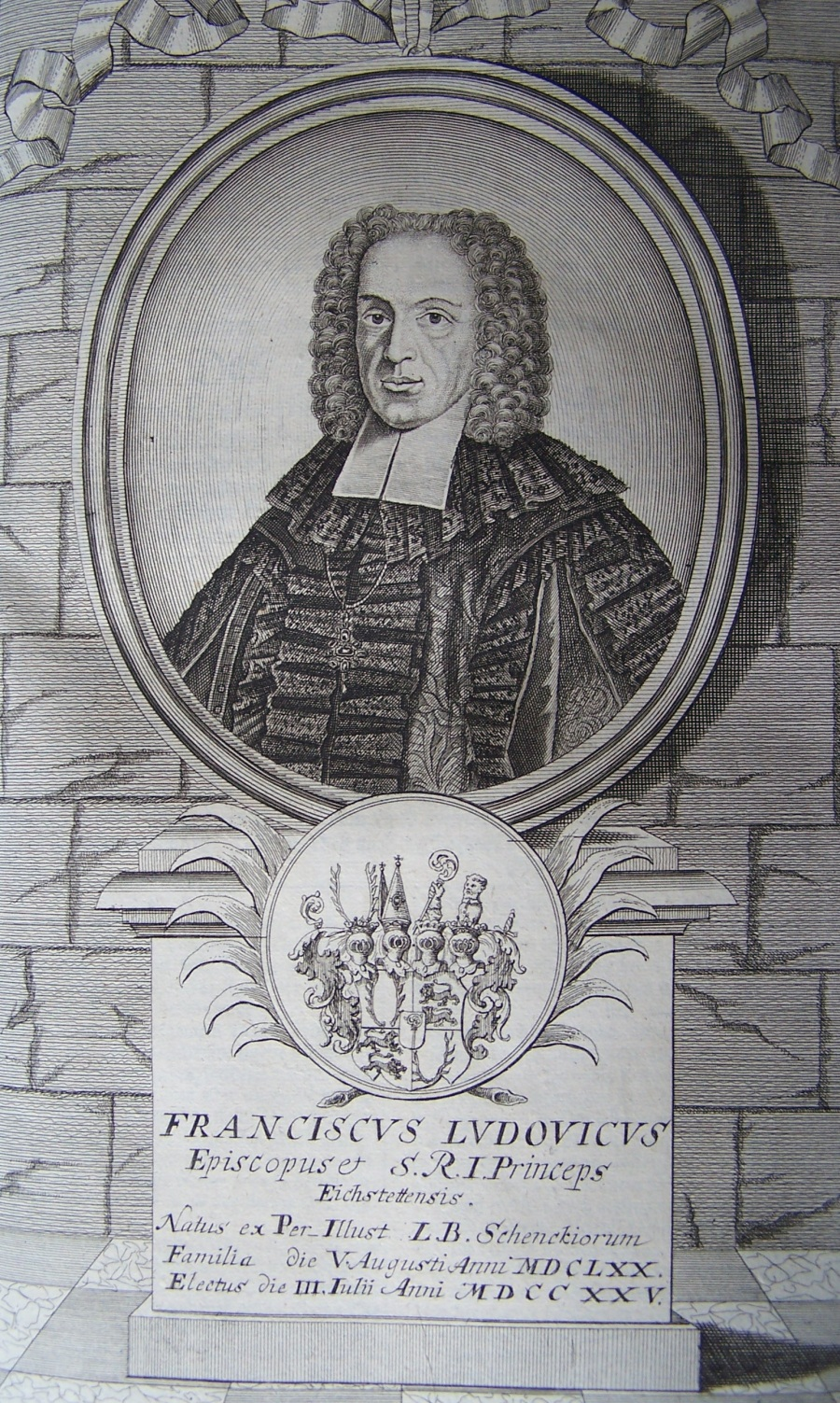
Wolfgang Franz Schenk von Castell († 1669), Domherr in Eichstätt
- Maria Gertrud Schenk von Castell (1636/37–1709), Äbtissin des Klosters Urspring 1664–1707
- Franz Xaver Niclas Adam Christoph Graf Schenk von Castell, († 1761), Eichstätter Domherr
- Joseph Ferdinand Maria Schenk von Castell, ab Dezember 1742 Domherr in Trier
- Franz Ludwig Schenk von Castell (1736–1821), der so genannte Malefizschenk
- Katharina Schenk von Castell († 9. Juli 1648), Mutter des Eichstätter Fürstbischofs Marquard II. Schenk von Castell, große Wohltäterin des Augustinerchorfrauen-Klosters Marienstein bei Eichstätt
- (Maria) Casimir Schenk von Castell (1746–1810), Domkapitular, Dom-Kustos, 1795 Hofkammerpräsident des Hochstifts Eichstätt (Epitaph in der Osten-Friedhofskapelle), Besitzer von Schloss Inching
- Marquard Willibald Schenk von Castell († wenige Jahre vor 1755), Geheimrat, Oberstallmeister des Eichstätter Fürstenhofes

Fürstbischöfe von Eichstätt
- Marquard II. Schenk von Castell (1605–1685), 60. Bischof von Eichstätt 1636–1685
- Johann Euchar Schenk von Castell (1625–1697), 61. Bischof von Eichstätt 1685–1697
- Franz Ludwig Schenk von Castell (1671–1736), 64. Bischof von Eichstätt 1725–1736

- Marquard II.
- Johann Euchar
- Franz Ludwig

## Wappen
- Stammwappen: In weiß ein rotes achtendiges Hirschgeweih an der ausgeschnittenen Hirnschale. Kleinod: Das Hirschgeweih auf Helm. Decken: Rot und weiß.

- Gemehrtes gräfliches Wappen (1681): Geviert mit geviertem weißen Mittelschild, darin I. und IV. rotes Hirschgeweih des Stammwappens, II. und III. übereinander die beiden Löwen von Landeck. Hauptschild: I. und IV. von weiß und rot fünfmal schräg links geteilt oder auch drei weiße linke Schrägbalken (Schelklingen); II. und III. gespalten, vorne blau und gelb gerautet, hinten rot (Berg). Kleinode: Vier Helme; 1. offener roter Flug mit drei weißen Schrägbalken (Schelklingen), 2. gekrönt das Stammwappen (rotes Hirschgeweih), 3. gekrönt, rot gekleideter, armloser Mannesrumpf wachsend, mit weißem Kragen (Landeck ?), 4. gekrönter, armloser wachsender Mannesrumpf, rechts blau, links rot gekleidet, die rechte Seite der Kleidung auch blau und gelb gerautet (Berg). Decken: I., II., III. rot und weiß, IV. blau und gelb.[3]

## Archivalien
- Im Hauptstaatsarchiv Stuttgart befindet sich zu den „Grafen Schenk von Castell“ ein Bestand von 10 lfd. m (1310–1859) unter B 82.